# 奧莉伊·卡拉瓦爾侯
奧莉伊·卡拉瓦爾侯（英語：Auliʻi Cravalho，2000年11月22日—）是一位美國女演員和歌手。她於2016年首度演出電影《海洋奇緣》。

## 早期生活
卡拉瓦爾侯生於夏威夷科哈拉，她擁有中國、愛爾蘭、夏威夷族、葡萄牙和波多黎各的血統。
卡拉瓦爾侯曾與媽媽普娜妮·卡拉瓦爾侯居住在米利拉尼。

## 職業生涯
卡拉瓦爾侯曾表示，她最初不打算去《海洋奇緣》的試鏡，因為她覺得「在YouTube上已經有了很多很棒的提案」。然而，一位歐胡島中介在一個慈善比賽中發現了卡拉瓦爾侯，他鼓勵卡拉瓦爾侯去面試角色。華特迪士尼公司曾表示，卡拉瓦爾侯是數百名女演員中最後一個參與面試的人。
2017年2月，宣布她將加入NBC電視劇《非凡戲劇團》。

## 作品列表

### 電影
| 年份 | 標題                                  | 角色           | 附註                         |
| ---- | ------------------------------------- | -------------- | ---------------------------- |
| 2016 | 海洋奇緣                              | 莫娜           | 配音                         |
| 2017 | 海洋奇緣：釣魚（Moana: Gone Fishing） | 莫娜           | 電影短片；配音               |
| 2018 | 無敵破壞王2：網路大暴走               | 莫娜           | 配音                         |
| 2018 | 海洋奇緣（夏威夷語版本）              | 莫娜           | 配音（夏威夷語）             |
| 2020 | 現在大家在一起                        | Amber Appleton |                              |
| 2022 | 賽場戀歌                              | AJ Campos      |                              |
| 2022 | 達比與死者                            | Capri Donahue  |                              |
| 2023 | 從前有間工作室－迪士尼繪夢100年       | 莫娜           |                              |
| 2024 | 辣妹過招                              | 珍妮絲·伊恩    |                              |
| 2024 | 海洋奇緣2                             | 莫娜           | 配音、包含英語和夏威夷語版本 |
| 2026 | 海洋奇緣                              |                | 執行製作人                   |

### 電視劇
| 年份 | 標題       | 角色            | 附註     |
| ---- | ---------- | --------------- | -------- |
| 2018 | 非凡戲劇團 | 莉萊特·蘇亞雷斯 | 主要角色 |

## 外部連結
- 奧莉伊·卡拉瓦爾侯在互联网电影资料库（IMDb）上的資料（英文）
- 奧莉伊·卡拉瓦爾侯的Facebook專頁
- 奧莉伊·卡拉瓦爾侯的Instagram帳戶
- 奧莉伊·卡拉瓦爾侯的X（前Twitter）